# Tved Kær
Tved Kær este o arie protejată (arie specială de conservare — SAC, sit de importanță comunitară — SCI) din Danemarca întinsă pe o suprafață de 6 ha, integral pe uscat.

## Localizare
Centrul sitului Tved Kær este situat la coordonatele 56°12′00″N 10°26′49″E / 56.2°N 10.446944°E.

## Înființare
Situl Tved Kær a fost declarat sit de importanță comunitară în mai 1998 pentru a proteja 1 specie de plante. Situl a fost protejat și ca arie specială de conservare în decembrie 2011.

## Biodiversitate
Situată în ecoregiunea continentală, aria protejată conține 4 habitate naturale: Pajiști uscate seminaturale și facies de acoperire cu tufișuri pe substraturi calcaroase (Festuco-Brometalia) (* situri importante pentru orhidee), Izvoare petrifiante cu formare de travertin (Cratoneurion), Mlaștini alcaline, Vegetație perenă pe țărmurile stâncoase.
La baza desemnării sitului se află o specie protejată de  plante: moșișoare (Liparis loeselii).